# Sparrows

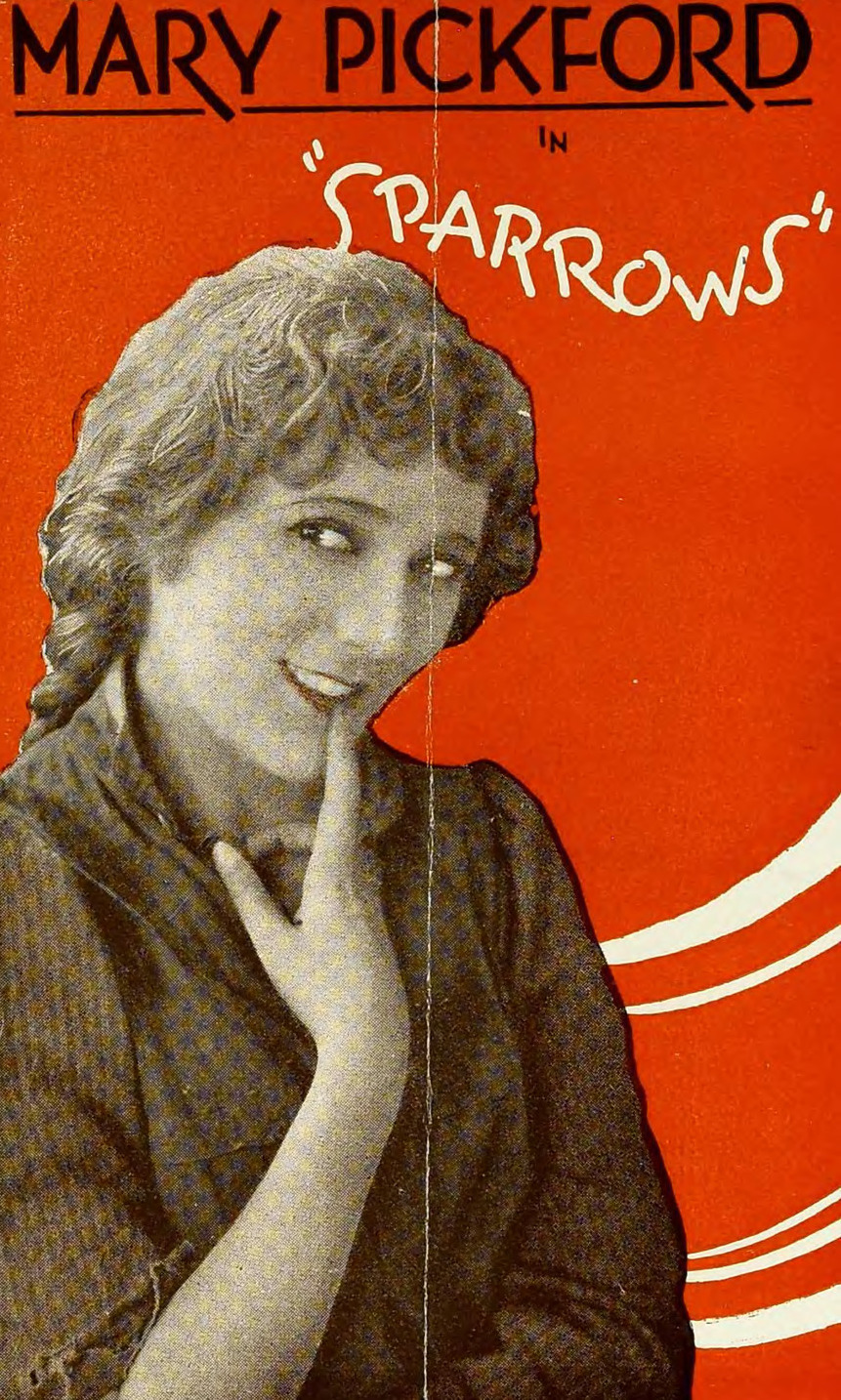
Llibre de premsa de la pel·lícula amb Mary Pickford

Sparrows és una pel·lícula muda dirigida per William Beaudine i protagonitzada per Mary Pickford en la que ha estat considerada una de les seves millors actuacions. La pel·lícula es va estrenar el 19 de setembre de 1926.

## Repartiment
- Mary Pickford (Molly)
- Gustav von Seyffertitz (Mr. Grimes)
- Charlotte Mineau (Mrs. Grimes)
- Roy Stewart (Dennis Wayne)
- Mary Louise Miller (Doris Wayne, filla dels Wayne)
- Spec O'Donnell (Ambrose Grimes)
- Lloyd Whitlock (Joe Bailey, alias Stone)
- Monty O'Grady (Splutters)
- nens:
  - Billy Butts
  - Jack Lavine
  - Billy "Red" Jones
  - Muriel McCormac
  - Monty O’Grady
  - Billy Jones
  - Florence Rogan
  - Mary Frances McLean
  - Sylvia Bernard
  - Seesell Ann Johnson
  - Camille Johnson

## Argument
El senyor i la senyora Grimes regenten una granja de porcs a prop d'un pantà infestat d'al·ligàtors en la que, amb l'excusa de cuidar-los, tenen nens com a esclaus. La noia de més edat, Molly, es fa càrrec dels altres i malgrat els maltractaments i la gana intenta tenir-ne cura. Una estona en que el senyor Grimes no hi és, enlairen un missatge d'ajuda lligat a un estel però queda enganxat a uns arbres. A cada nova injustícia els nens demanen a Molly perquè Déu no els ajuda malgrat les seves oracions i ella citant la Bíblia diu que el senyor està ocupat escoltant les súpliques dels pardals. El control del senyor Grimes és total i per tal de no aixecar sospites, els nens tenen ordres d'amagar-se si apareix algú. Amb els Grimes viu el seu fill Ambrose, un noi desvagat que només pensa a martiritzar els nens.
Un dia apareix una persona que vol comprar porcs. Ambrose, fill dels Grimes, impedeix expressament que un dels nens, Splutters, s'amagui. Quan acaba davant de Grimes i del comprador aquell li diu que és un orfe que ha acollit i l'altre li ofereix comprar-lo per a fer feines que a ell no li agrada fer. Grimes accedeix a canvi del preu de mig porc. Quan han marxat, Ambrose descobreix que Molly ha robat unes patates i la mare castiga a tots els nens a quedar-se sense sopar. Ella demana clemència, els nens necessiten menjar, especialment el nadó que està malalt però la senyora Grimes no cedeix. Durant la nit, arriba Joe Bailey i el seu sequaç a la granja. Han raptat la filla del milionari Dennis Wayne i la porten allí, en conxorxa amb els Grimes, per mantenir-la amagada mentre negocien el rescat. Quan els segrestadors marxen Grimes crida Molly que es faci càrrec de la nova adquisició i se l'endugui al graner on dormen els nens. Més tard a la nit, Molly s'adorm amb el infant malalt en braços i té una visió: Crist entra al graner i s'enduu el nadó. Quan Molly es desperta, el nen és mort.
La policia té bones pistes i els diaris creuen que aviat podrà detenir Bailey i castigar tots els culpables. Quan Grimes ho llegeix decideix que no trobaran la nena a casa seva i que aquella nit l'ofegarà al pantà. Ambrose ho sent i decideix fer-ho ell mateix en aquell moment. Molly i Ambrose es barallen i aquest acaba caient al fang que com un sorramoll el xucla. Molly l'acaba salvant. El pare en veure que ha passat decideix endur-se la nena en aquell moment però Molly, amb l'ajuda d'una forca ho impedeix. Grimes decideix que també s'ha de desfer d'ella. Mentrestant una de les partides que busca els segrestadors ha trobat Splutters que els explica que al mig del pantà hi ha la granja amb els nens.
Aquella nit, Molly fuig amb els nens pel mig dels pantans. Grimes ho descobreix però els deixa marxar convençut que el fang o els al·ligators acabaran amb tots ells. Tanmateix, quan els segrestadors tornen a buscar el nadó i li expliquen que el pare està disposat a pagar, els porta per un altre camí a l'altra banda del pantà per on haurien de sortir si no han mort en l'intent. Molly i els nens aconsegueixen sortir del pantà després de diferents peripècies i per escapar-se de Grimes i els segrestadors s'amaguen en una barca sense saber que és la d'aquests. En aquell moment també arriba la policia i es produeix un tiroteig. Grimes corre al pantà però cau al fang i s'ofega. Els dos segrestadors fugen en la barca que tenien preparada però són localitzats per uns guardacostes que els canonegen. Quan una bala de canó toca el vaixell intentes escapar en una barca salvavides però són atropellats sense voler pels guardacostes i s'ofeguen. Al final la policia rescata els nens de dins del vaixell. La nena es retroba amb el seu pare. L'endemà però la nena no para de plorar reclamant la Molly i només s'atura quan aquesta arriba. El senyor Wayne ofereix a Molly que es quedi a viure amb ells cuidant de la nena i ella accepta només amb la condició de que tingui també els altres fills

## Producció
La pel·lícula es va rodar durant l'estiu de 1925. El títol provisional de la pel·lícula era “Scraps” però a mitjans de gener del 1926 es van filmar algunes escenes addicionals I es va decidir canviar pel definitiu de Sparrows. A mitjans de febrer es va acabar la filmació de la pel·lícula.
Malgrat que William Baudine va rebre bones crítiques per la direcció de la pel·lícula, Pickford va quedar descontenta del seu tracte per lo que va declarar que mai més tornaria a treballar per a la seva companyia, cosa que va complir. Segons l'actriu, en l'escena de la fugida pel pantà, el director la va obligar a carregar la nena a l'esquena en comptes d'una nina i creuar una bassa infestada d'al·ligàtors tot i que aquests tenien la boca lligada. Segons declarava, en saber-ho el seu marit, Douglas Fairbanks, aquest havia obligat el director a canviar l'escena però Pickford de totes maneres va decidir tirar-la endavant tal com volia el director. Més tard un dels càmeres, Hal Mohr, va contradir l'actriu assegurant que en cap moment hi havia hagut un al·ligàtor a 10 milles de Pickford i explicant quins efectes havien usat en la filmació. Baudine mai va voler contradir l'actriu en un intent de no afegir més llenya al foc. Cap al final de la pel·lícula, director i actriu van discutir tantes vegades que l'estrès va provocar en Baudine una paràl·lisi facial i va decidir acabar el rodatge, el qual va acabar Tom McNamara sense que això fos acreditat.
La pel·lícula es va filmar als Pickford-Fairbanks Studios a Hollywood. Pickford no volia fer localitzacions lluny dels estudis on el seu marit estava rodant “The Black Pirate” i per això, per a les escenes del pantà, contractà com a director artístic Harry Oliver. Aquest va fer adequar uns terrenys d'uns 12.000 metres quadrats entre Willoughby Avenue i Alta Vista Street per construir un pantà artificial. Allà es van plantar uns 600 arbres i es van excavar llacunes que es va omplir amb una barreja de suro cremat, serradura i aigua enfangada. Per a les vistes generals de la granja i el pantà o per a la persecució dels guardacostes es van utilitzar maquetes. Tres càmeres van compartir el rodatge, Charles Rosher va filmar aproximadament un terç de la pel·lícula i va ser responsable de l'escena en que Crist s'enduu el nadó; Hal Mohr i Karl Struss filmaren la resta i el primer va ser responsable de filmar les escenes amb els al·ligàtors.
Pel que fa als nens, cada un d'ells tenia assignat un assistent per ajudar-los a sortir del pantà artificial i per ajudar-los a netejar-se i que estiguessin còmodes amb tovalloles càlides quan sortien d'aquella aigua bruta. Pickford va agafar molta devoció per la nena Mary Louise Miller, que tenia dos anys. Ella, que no tenia fills, fins i tot va intentar adoptar-la, però els seus pares es van negar.

## Fitxa tècnica
- Director: William Baudine
- Ajudants de direcció: Tom McNamara i Carl Harbaugh[10]
- Director artístic: Harry Oliver[11](
- Fotografia: Hal Mohr, Charles Rosher i Karl Struss
- Guió: Winifred Dunn (història) C. Gardner Sullivan (adaptació) George Marion Jr. (subtítols)
- Muntatge: Harold McLernon[2]
- Efectes elèctrics: William S. Johnson[11]
- Producció: Mary Pickford
- Productora: Pickford Corporation
- Distribució: United Artists